# Massacre de Kavarna
 (avril 2024).
La mise en forme du texte ne suit pas les recommandations de Wikipédia : il faut le « wikifier ».
Les points d'amélioration suivants sont les cas les plus fréquents. Le détail des points à revoir est peut-être précisé sur la page de discussion.
- Les titres sont pré-formatés par le logiciel. Ils ne sont ni en capitales, ni en gras.
- Le texte ne doit pas être écrit en capitales (les noms de famille non plus), ni en gras, ni en italique, ni en « petit »…
- Le gras n'est utilisé que pour surligner le titre de l'article dans l'introduction, une seule fois.
- L'italique est rarement utilisé : mots en langue étrangère, titres d'œuvres, noms de bateaux, etc.
- Les citations ne sont pas en italique mais en corps de texte normal. Elles sont entourées par des guillemets français : « et ».
- Les listes à puces sont à éviter, des paragraphes rédigés étant largement préférés. Les tableaux sont à réserver à la présentation de données structurées (résultats, etc.).
- Les appels de note de bas de page (petits chiffres en exposant, introduits par l'outil «  Source ») sont à placer entre la fin de phrase et le point final[comme ça].
- Les liens internes (vers d'autres articles de Wikipédia) sont à choisir avec parcimonie. Créez des liens vers des articles approfondissant le sujet. Les termes génériques sans rapport avec le sujet sont à éviter, ainsi que les répétitions de liens vers un même terme.
- Les liens externes sont à placer uniquement dans une section « Liens externes », à la fin de l'article. Ces liens sont à choisir avec parcimonie suivant les règles définies. Si un lien sert de source à l'article, son insertion dans le texte est à faire par les notes de bas de page.
- La présentation des références doit suivre les conventions bibliographiques. Il est recommandé d'utiliser les modèles {{Ouvrage}}, {{Chapitre}}, {{Article}}, {{Lien web}} et/ou {{Bibliographie}}. Le mode d'édition visuel peut mettre en forme automatiquement les références.
- Insérer une infobox (cadre d'informations à droite) n'est pas obligatoire pour parachever la mise en page.

Pour une aide détaillée, merci de consulter Aide:Wikification.
Si vous pensez que ces points ont été résolus, vous pouvez retirer ce bandeau et améliorer la mise en forme d'un autre article.
Le massacre de Kavarna (en bulgare : Каварненското клане), également connu sous le nom de rébellion de Kavarna (en bulgare : Каварненското въстание), fait référence à la défense de la ville de Kavarna par ses habitants et plus de 10 000 réfugiés des villages voisins contre une horde de 3000 bachi-bouzouks circassiens du 7 juillet au 8 août 1877,,.
Même si la défense de Kavarna est finalement un échec, avec quelques 1000 victimes civiles et la moitié de la ville incendiée, le soulèvement est célèbre à la fois pour sa résistance féroce et implacable et pour le grand nombre d'ethnies différentes qui y ont pris part : Bulgares, Gagaouzes, Grecs, Arméniens et même la population turque musulmane locale.

## Déroulement des événements

### Causes (évènements antérieurs)
La traversée du Danube par l'armée russe à Măcin a provoqué un exode de la population musulmane de Dobroudja composée de Turcs, de Tatars et de Circassiens. Alors qu'ils se déplaçaient vers le sud, des bandes de bachi-bouzouks circassiens ont commencé à piller les villages chrétiens bulgares et gagaouzes du sud de la Dobroudja, et leurs habitants se sont réfugié vers Kavarna.  Les citoyens ont télégraphié à plusieurs reprises à l'administration ottomane de Baltchik pour demander de l'aide, mais il leur a été conseillé de se défendre jusqu'à l'arrivée de l'aide. 

### Défense

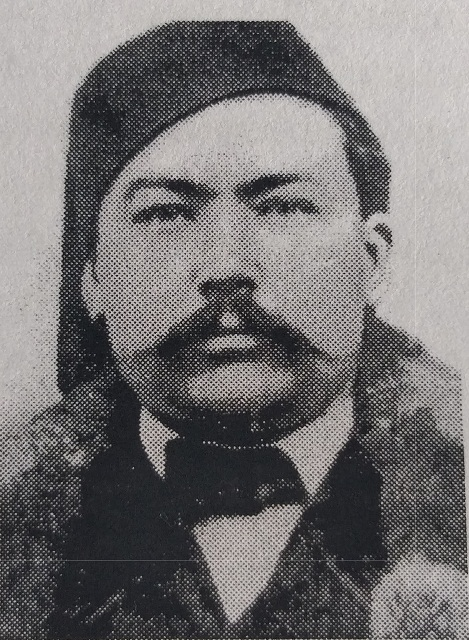
Le chef de l'insurrection de Kavarna : Andrey Dimitrov, dit « Amira »

Ainsi, la population locale composée de Bulgares, de Gagaouzes et de Grecs entreprit elle-même de fortifier la ville sous la direction d'un dignitaire local, Andrey Dimitrov, communément appelé Amira. À titre d'exception, la population turque locale a également participé aux travaux de fortification et a contribué à la distribution d'armes à feu aux chrétiens.  Cependant, la plupart des Turcs ont finalement réussi à louer un bateau pour les emmener à Istanbul, et ont donc survécu au massacre.

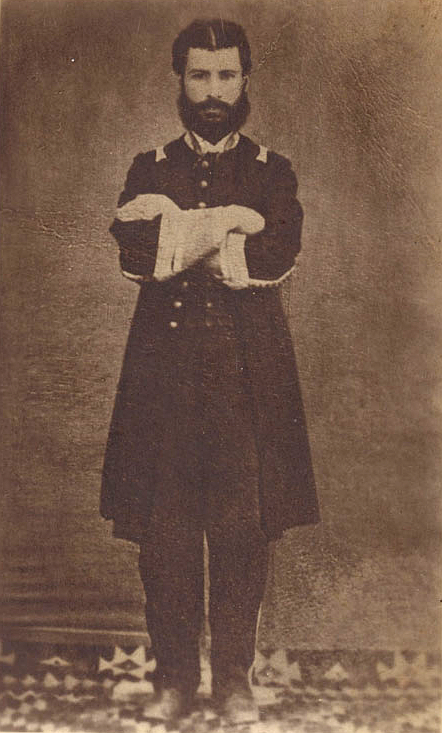
Eranos Eranossian, télégraphiste militaire arménien ottoman à Balchik, qui a aidé à sauver les insurgés restants à Kavarna

Au moment où une unité militaire ottomane arrivait de Baltchik, la ville était assiégée par 2 000 ou 3 000 bachi-bouzouks circassiens (selon les sources) depuis trois jours. Le commandant kurde du détachement ottoman, Mahmad-Ali, proposa aux habitants de payer aux Circassiens un danegeld de 60 000 piastres en échange de leur retrait. Cependant, alors que les négociations étaient encore en cours, les bachi-bouzouks attaquèrent les représentants de la ville, tuant deux d'entre eux, et c'est alors que le chaos se déchaîna.
Les bachi-bouzouks réussirent à pénétrer dans les parties basses de la ville. Un grand nombre d'habitants s'enfuirent pour se cacher dans les vignobles et les grottes voisines, tandis que la bataille pour la partie supérieure de Kavarna durait des jours. La ville a été sauvée de l'anéantissement total grâce au télégraphiste arménien ottoman de Baltchik, Eranos Eranossian, qui, en violation de ses ordres de marche, a contacté les consulats étrangers et les a alertés de ce qui se passait.  

### Relief
Grâce aux consulats étrangers, les secours arrivent finalement fin juillet sous la forme de deux cuirassés ottomans avec un détachement de dragons arabes, qui emmènent de nombreux survivants de Baltchik. Cependant, Eranossian n'a pas vécu assez longtemps pour voir les fruits de son insubordination : une balle « perdue » l'a touché à l'entrée du navire dans le port de Kavarna,.
Une grande partie des réfugiés, environ 3 000 personnes, pour lesquelles il n'y avait pas de place sur les cuirassés, se cachèrent dans la forteresse de Kaliakra. Au retour des cuirassés le 8 août, ils avaient disparu, et nul ne sait jusqu'à ce jour ce qu'il est advenu de ces survivants.
Seuls 20 bachi-bouzouks circassiens se sont retrouvés en prison malgré la dévastation presque totale de la ville.
Le nombre de victimes est estimé à environ un millier, sans compter les disparus de la forteresse.

## Voir également
- Bulgarie ottomane
- Empire ottoman
- Liste des massacres en Bulgarie ottomane
- La Terreur (massacre de Karlovo)
- Massacre de Batak
- Massacre de Boyadjik
- Massacre de Stara Zagora

### Ouvrages cités
- (bg) Georgi Dimitrov, Княжество България в историческо, географическо и етнографическо отношение. Продължение от част ІІ. По руско-турската война през 1877-78 г., Plovdiv,‎ 1900 (lire en ligne)
- Aghanyan et Bazeyan, « National Minorities of Armenia during the Russo-Ottoman War », Balkanistic Forum, vol. 3,‎ 2015 (ISSN 1310-3970)